# Pentium
Pentium je brend niza x86 mikroprocesora koje je proizveo Intel. Reč pentium je nastala od reči pent što na grčkom jeziku znači pet. Iako je Intel prvobitno hteo da naziv modela bude 80586, ipak su se prilagodili tržištu i dali mu naziv PENTIUM. Debitant pentium dolazi kao čip koji radi na 60 i 66MHz, u sebi ima 3,1 miliona tranzistora. PENTIUM D sa svojim dvostrukim jezgrom dolazi 2006. godine i dostiže 376 miliona tranzistora, tada je već sve bilo spremno za novu mikro arhitekturu - intel kor.

## Pentium
Najbitnija karakteristika koju donosi sa sobom PENTIUM je njegova CISC arhitektura, sa svojim verzijama koje rade od 12 MHz, pa naviše i brojem tranzistora koji idu preko 3,3 miliona. Unutrašnjost procesora je rezervisana za 32-bitnu magistralu, dok je širina spoljašnje 64 bita.
Zbog zahteva spoljašnje magistrale za drugačijom matičnom pločom, Intel uvodi specijalni skup čipova kojim povezuje ovu magistralu sa procesorom. Pentiumi od 75 MHz i naviše rade na naponu od 3,3 volta i zaštitom ulaza, i izlaza na 5 volti. Superskalarna konstrukcija koja podržava dvostruku protočnu obradu omogućava pentium procesorima izvršavanje više intrukcija u jednom taktu.
Nivo keš memorije koju pentium koristi je L1, prvi deo je za instrukcije, dok je drugi rezervisan za podatke. Ovo je duplo više od prvobitnog procesora 486 i ovakve keš memorije dodatno poboljšavaju performanse, jer skladište podatke i instrukcije koje dobijaju iz sporijeg RAM-a.

## Pentium PRO
Dolazi krajem 1995. godine, sa jezgrom od 5,5 miliona tranzistora kao i 15,5 miliona tranzistora koji se nalaze u L2 nivou keš memorije. Ovaj procesor sa svojim karakteristikama spada u višu klasu i prilagođen je za rad sa 32-bitnim sistemima. Jedan od prvih koji nije koristio već zastareli soket 7, ali je zahtevao 242-pinski interfejs za svoj soket 7, kao i potpuno drugačiju izradu matične ploče.
Razlika u odnosu na PENTIUM je u kešu na nivou L2 čija je memorija od 256 Kb do 1 Mb. Umesto po 32-bitnoj putanji, signali se kreću po 64-bitnoj a to omogućava sekundarna keš memorija koja se postavlja na čip umesto na matičnu ploču. Ova kombinacija je izuzetna jer povećava performanse do deset puta, tačnije sa 256 KB keša na čipu dobijamo isto kao 2 MB na matičnoj ploči. Ovaj procesor je jedan od prvih na koji se primenjuje super protočna obrada, koja ima 14 faza koje su podeljene u 3 sekcije. Još jedna od velikih prednosti koje poseduje je njegov rad sa instrukcijama, pretvara složene instrukcije (cisk) u operacije koje imaju manji skup instrukcija (risk).

## Pentium II
Napravljen je 1997. godine i sa sobom donosi veliki broj promena. Keš memorija nivoa 2 povezana je sa čipom preko magistrale posebne namene što omogućava paralelni rad sa magistralom koja povezuje procesor i sistem. Slot na matičnoj ploči ima priključak za malu ploču na koju se montiraju sekundarna keš memorija, hladnjak i procesor i ovakva arhitektura podseća na dodatni čip koji je dobio naziv kertridž. Ovaj procesor predstavlja poboljšanje starijih tehnologija i mešanje novih. Neke od karakteristika koje se razlikuju u odnosu na prethodnika su napon koji je sada 2,8 volti (više frekvencije bez dodavanja napajanja), rad na brzini 266 MHz korišćenjem keš memorije od 512 KB donosi utrošak energije od 37 vati.
Prilikom projektovanja ovog procesora, projektanti su imali nameru da ojačaju manu prethodnika (PENTIUM PRO) prilikom izvršavanja 16-bitnih softvera i u tome su uspeli, korišćenjem keš memorije za deskriptore segmenta u PENTIUM-u II.
Rezultat je izuzetno brz i moćan procesor za 3D grafiku koja zahteva visoke performanse i to sve uz pomoć ugrađenog ubrzanog grafičkog porta (AGP, енгл. Accelerated Graphics Port).

## Pentium III
U proleće 1999-te godine na tržište dolazi naslednik Pentiuma II sa prvobitnim šifrovanim nazivom katmai. Dolazi sa tehnologijom SIMD (Single Instruction Multiple Data) što označava jedna instrukcija- više podataka, ovo je omogućilo da jedna instrukcija istovremeno obrađuje više podataka, unapređavajući brzinu obrade podataka. Ovaj procesor staje u matične ploće Slot 1 ali ovaj put sa jednostavnijim pakovanjem- unapređen kertridž daje mogućnost direktno montiranje hladnjaka na procesorsku karticu i samim tim je iskorišćenost plastike kućišta manja. Procesor se zadržava na kešu nivoa L1 od 32 KB, dok je nivo L2 512KB i prvobitni modeli su dolazili sa 450 MHz ili 500 MHz.
 Ukoliko korisnik nije koristio ovaj procesor za igrice, verovatno i nije imao nekog poboljšanja u odnosu na prethodnika. Sledeći šifrovani model nazvan COPPERMINE došao je u oktobru 1999-godine. Poboljšanja koja donosi sa sobom su manji radni naponi, manje dimenzije matrica ćipa kao i energetski efikasnija konstrukcija sistema, a najbolje od svega je brzina takta od 1 GHz i više. Interesantno je da se keš nivo L2 smanjuje na 256 KB ali postavlja direktno na samu matricu čipa pa ona radi na brzini kao i procesor, a ne upola kao ranije. Samim tim rad punom brzinom nadoknađivao je malih 256 KB i ovakvu keš memoriju Intel naziva „keš sa naprednim prenosom“(ATC - енгл. Advanced Transfer Cache). ATC je u stvari značilo povezivanje keša sa procesorom preko 256- bitne magistrale - što je 4 puta šire od 64-bitne magistrale prethodnika zasnovano na jezgru „katmai“. Intel ostvaruje nameru 2002.-e godine kada najavljuje Pentium III procesor na 850 i 866 MHz. Krajem jula 2000. godine Intel se suočava sa nevoljom kada se otkrilo da čip prouzrokuje zastoj sistema dok izvršava određene aplikacije i svi modeli COPPERMINE na 1,13 GHz su morali biti povučeni. Da li je to u pitanju bilo ili pak velika borba sa konkurentskom firmom AMD, koja uspeva da pređe granicu od 1 GHz samo par nedelja pre njih.

## Pentium IV
Novu verziju jezgra IA-32, intel uvodi u svom modelu, koji prvobitni naziv dobija WILLAMETTE- naziv dobija po reci koja teče Oregon. Nakon par meseci dolazi nova generacija sa nazivom Pentium IV i bila je namenjena tržištu stonih sistema nego serverima. Dolazi sa povećanim performansama, radi na većim brzinama generatora takta i izvršavaju više instrukcija po jednom taktu generatora. Jedna od najzanačajnijih karakteristika je bila unutrašnja protočna obrada koja je nazvana hiperprotočna obrada (енгл. Hyper Piper Line) i ona ima 20 stepeni, 10 više od onih u mikroarhitekturi P6. Druga nova poboljšanja koja dolaze sa novom mikroarhitekturom Pentium IV koja dobija naziv NetBurst uključuje:
- Poboljšanu implementaciju keša nivoa L1 koja sada ima dodatnih 8 KB za podatke sadrži i keš za trasu izvršenja ETC(енгл. Execution Trace Cache koja predstavlja skladište za do 12k dekadovanih mikrooperacija.
- Brzo izvršavanje uz pomoć mašine REE (енгл. Rapid Execution Engine) koja ubrzava aritmetičko-logičke jedinice na dvostruku frekvenciju jezgra što dovodi do veće propusne moći izvršavanja zadataka kao i smanjivanje samog kašnjenja u izvršavanju istih.
- Mašina za izbegavanje zastoja koja nosi naziv енгл. Advanced Dinamyc
- Keš nivoa L2 koji ima napredni prenos (ATC) i 256 KB memorije i radi sa 32 B interfejsom i samim tim omogućava veće propusne moći za podatke 44,8 GB po sekundi i to sve za procesor Pentium IV koji radi na 1,4 GHz
- Sistemska magistrala koja je jedna od prvih u računarskoj industriji prilagođena za rad na 400 MHz sa peformansama koje trostruko povećavaju propusne moći u odnosu na već postojeću magistralu od 133 GHz.

Novi čip sadrži čak 42 miliona masivnih tranzistora. Prvo pojavljivanje Pentiuma IV na tržištu, sa brzinama od 1,4 - 1,5 GHz došlo je novembra 2000.-te godine. Najveći dobitak je bio kod trodimenzionalnih aplikacija dok je kod svakodnevnih aplikacija dobitak bio mnogo manji nego što je bilo očekivano.
Kasnije 2001. godine na tržište dolazi brža verzija pentiuma IV sa brzinama 1,9 i 2,0 GHz.

## Pentium D
Intel na tržište donosi svoj prvi procesor sa dva jezgra sa serijskim nazivom Smithfield 2005. godine. Čip koji je bio namenjen širokom tržištu dobija naziv Pentium D. Upravo procesori sa više jezgara dolaze sa ciljem da stave tačku u sve većoj bici između kompanija Intel i AMD, koji su "vodili rat" oko povećanja brzine generatora takta. Tehnologija sa više jezgara kod Pentiuma D je ustvari mogućnost da korisnik računara u jednom trenutku upotrebom procesora izvršava više aplikacija sa dosta većom brzinom u odnosu na računare koji imaju procesor sa jednim jezgrom, i to sve zahvaljujući tome što svako jezgro zasebno radi na različitoj aplikaciji.

## Literatura
- Живко Тошић, Момчило Ранђеловић, Уџбеник из Рачунара за 3. разред Средњих струковних школа

## Spoljašnje veze
- Zvanična internet stranica
- Hardver - procesori
- IT svet
- Pentium D